# 三蔵院 (足立区)
三蔵院（さんぞういん）は、東京都足立区にある真言宗豊山派の寺院。

## 歴史
平安時代末期、了政（1187年寂）によって開山された。近くの円通寺の末寺で、円通寺住職の兼務だった時期が長かったこともあり、三蔵院としての記録が少なく、寺の詳細な由来は不明となっている。1939年（昭和14年）に奈良県の長谷寺の末寺になっている。
現存していないが、かつては十王堂や閻魔堂などの堂宇があったという。

## 交通アクセス
- 舎人駅より徒歩5分（経路案内）。